# 발바네라
발바네라(Balvanera)는 아르헨티나 부에노스아이레스에 위치한 바리오이다.